# 아오키가하라

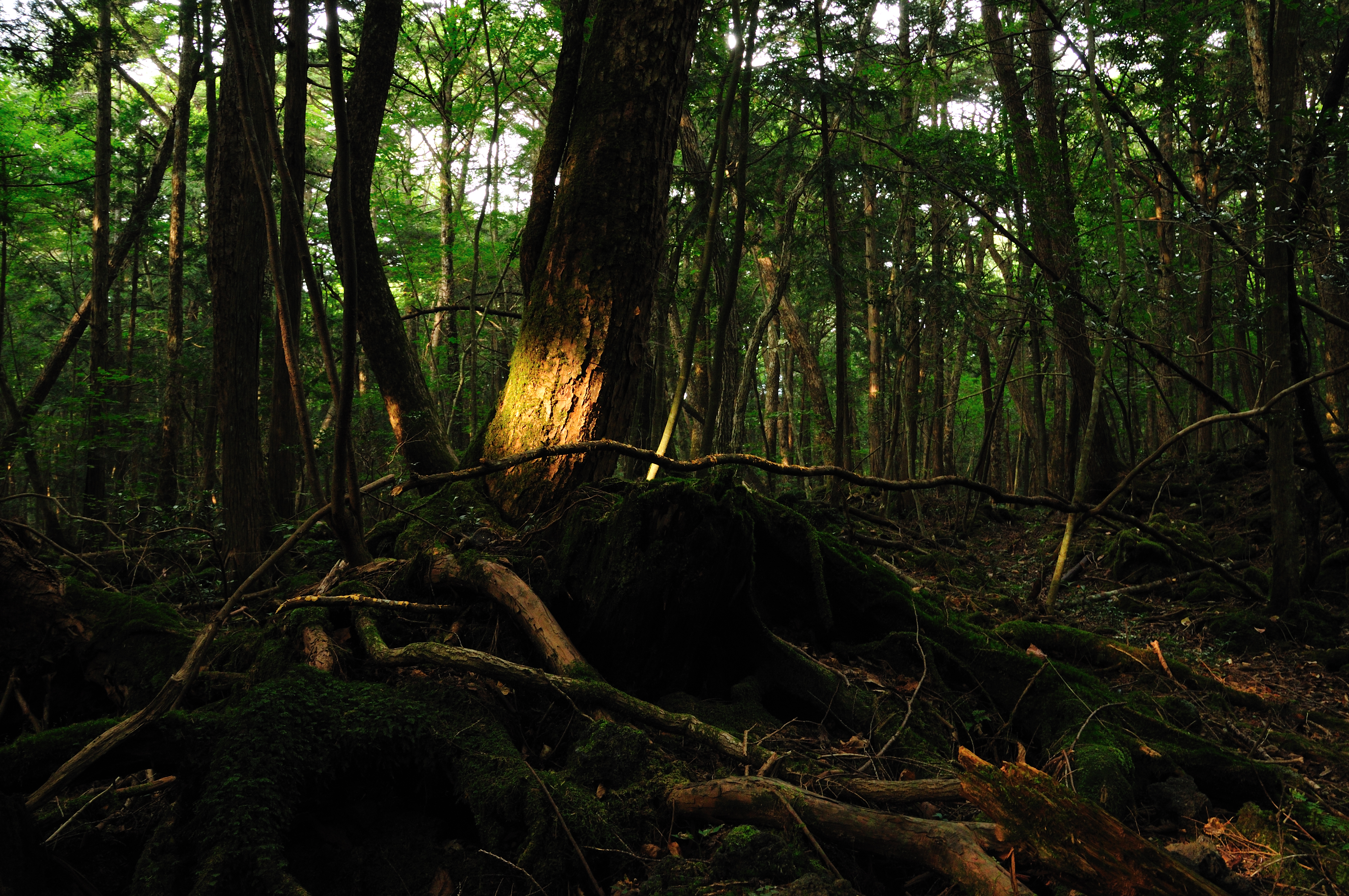

아오키가하라(일본어: 青木ヶ原 →푸른 나무밭)는 일본 야마나시현 미나미쓰루군 후지카와구치코정 인근에 걸쳐있는 숲이다. 수해(일본어: 樹海 주카이[*]→나무의 바다)라고도 불린다.

## 지리와 역사

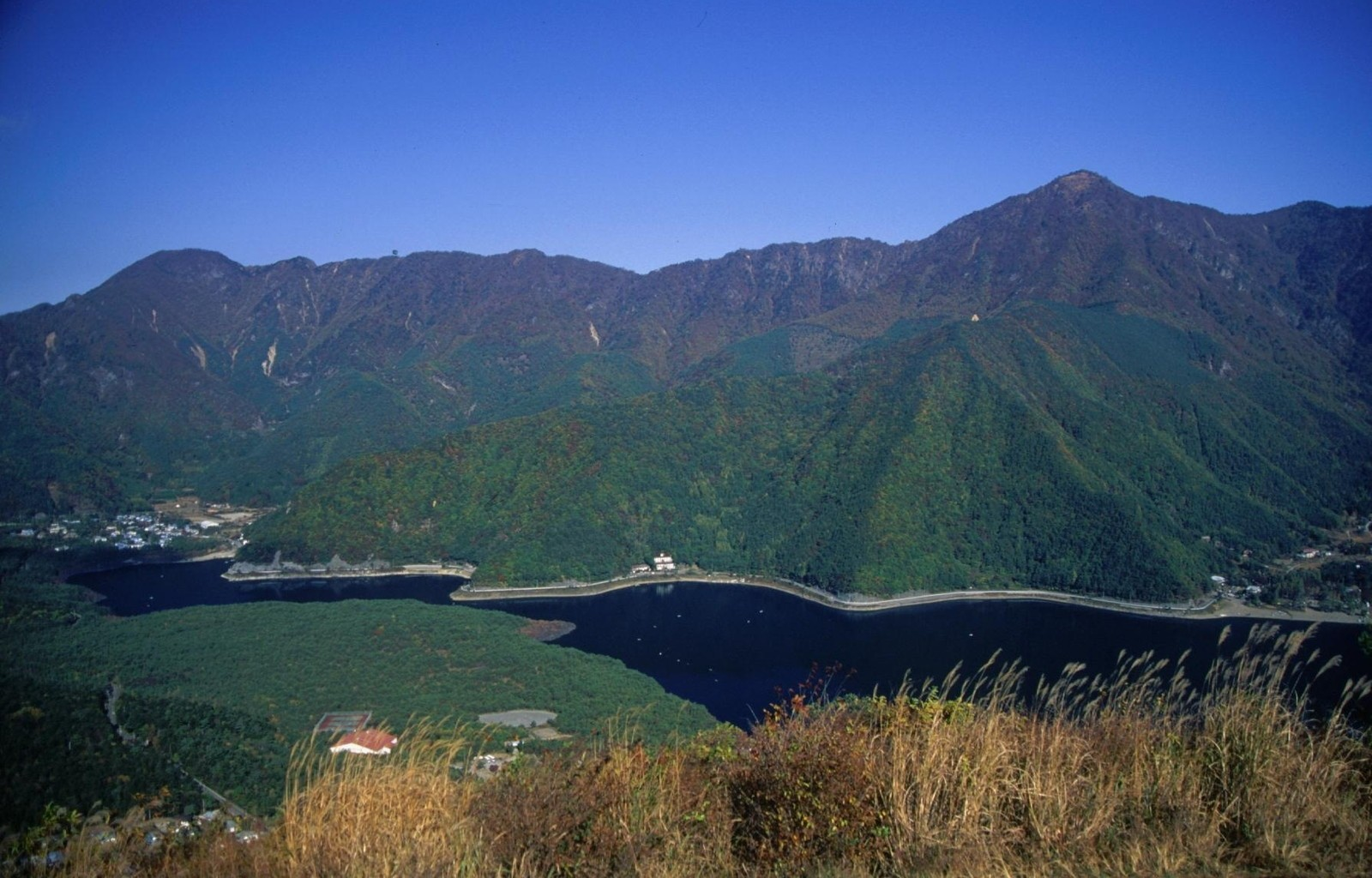
사이 호와 수해.

후지산의 북서쪽에 위치한 아오키가하라는 864년의 분화 시에 흐른 용암류에 의해 만들어졌다. 약 3000 헥타르인데, 이것은 도쿄의 철도 노선인 야마노테 선에 둘러싸인 면적과 맞먹는다. 864년의 분화 이전에 아오키가하라의 땅에는 큰 호수가 있었지만, 용암으로 그 대부분이 매립되어 현재의 후지고코의 하나인 쇼지 호가 생겨났다고 여겨진다.
인근에는 일본 자위대와 주일 미군의 기지가 있기 때문에 민간 항공기의 비행은 금지되어 있다.
캠프장이나 공원이 있고, 또 산책을 위해 산책로도 정비되어 있기 때문에 산림욕을 하기에 좋은 곳으로 알려져 있다. 인근의 호수와 후지 산의 경관이 아름답고, 도쿄를 비롯한 일본의 수도권에서 쉽게 갈 수 있기 때문에 인기가 높은 관광지이다.

## 자살 명소

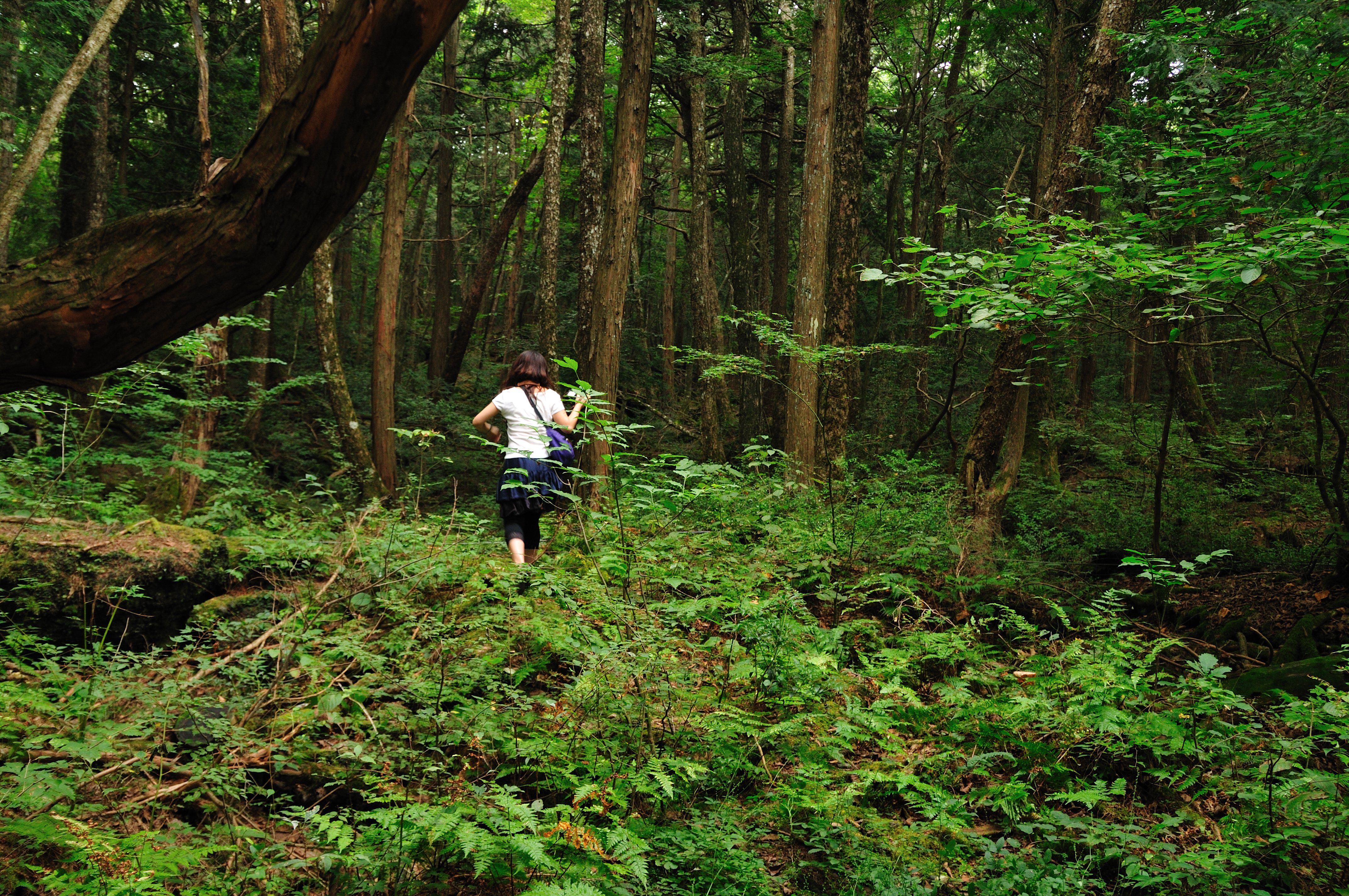
숲속으로 들어가는 등산객.

CNN에서 선정한 '세계 7대 소름 돋는 장소' 중 하나로, 아오키가하라 수해가 자살 명소라는 말이 있다. 1998년에 73구의 시체가 발견되었고, 2002년에 78구, 2003년에 100구, 2004년에 108구로 자살자 수는 늘어만 갔다. 2010년에는 247명이 자살을 시도해서 54명이 사망했다. 이것은 아오키가하라 수해를 배경으로, 자살을 미화한 마쓰모토 세이초의 소설 《파도의 탑》이 출판(1960년)되고 나서의 일로, 1974년 한 여성이 숲속에서 이 책을 베개로 베고 시체로 발견된 이후 자살사건이 계속되자 1985년 이 소설과의 관련성을 《마이니치 신문》이 보도하기에 이르렀다.

## 매체
2016년에는 이 숲에서 일어나는 자살을 소재로 한 영국 호러 영화 《포레스트: 죽음의 숲》이 개봉되었다.

## 주의
아오키가하라 방문 시 삼가야 할 행동의 다음과 같다.
1. 단독 방문을 삼갈 사고 발생 시 구조가 어려울 수 있으므로 반드시 동반자와 함께할 것.
2. 호기심 또는 유희의 목적으로 출입하지 말 것, 해당 지역은 단순한 관광지가 아닌, 많은 이들의 아픔이 서린 장소임.
3. 지정된 등산로나 탐방로 외 지역으로 무단 진입하지 말 것, 길을 잃거나 사고를 당할 위험이 있음.
4. 주변 환경에 소란을 일으키지 말 것, 자연과 타인의 사색을 방해하지 않도록 조용한 태도를 유지할 것.
5. 쓰레기 및 개인 물품을 무단 투기하지 말 것, 숲의 생태계와 경건한 분위기를 해치는 행위임.
6. 불필요한 촬영 및 인터넷 콘텐츠용 기록 행위를 삼갈 것, 해당 장소에서 촬영된 영상의 부적절한 소비는 유가족과 고인의 명예를 해칠 수 있음.
7. 타인의 흔적(예: 유서, 리본, 소지품 등)을 만지거나 이동시키지 말 것, 이는 누군가의 마지막 기록일 수 있으므로 존중하는 태도가 필요함.
8. 귀신, 영혼 등의 존재를 조롱하거나 흥밋거리로 소비하지 말 것, 괴담이 존재하더라도, 비하하거나 희화화하는 것은 유족이나 현지인에게 상처가 될 수 있음.
9. 정신적으로 불안정한 상태에서의 방문을 자제할 것, 해당 장소는 감정에 영향을 줄 수 있으므로, 심리적 안정이 확보된 상태에서만 방문할 것.
10. 야간 또는 기상 악화 시 방문을 삼갈 것, 구조가 어려운 지역으로, 시야 확보가 어려울 경우 매우 위험함.
11. 현지인의 안내나 경고를 무시하지 말 것, 지역 주민이나 관계자의 조언은 실제 경험에 기반한 중요한 정보임.
12. 인터넷 ‘도전 영상’ 또는 괴담 콘텐츠를 모방하지 말 것, 흥미를 위한 무모한 행동은 본인과 타인의 안전을 해칠 수 있음.

## 같이 보기
- 베르테르 효과
- 자살다리